# Xã Lillehoff, Quận Ramsey, Bắc Dakota
Xã Lillehoff (tiếng Anh: Lillehoff Township) là một xã thuộc quận Ramsey, tiểu bang Bắc Dakota, Hoa Kỳ. Năm 2010, dân số của xã này là 25 người.